# Саппа
Саппа (амх. ፀፓ) — двадцята четверта літера ефіопської абетки, позначає абруптивний приголосний звук /ṣ́/ (різкий вибуховий с).
- ፀ  — се
- ፁ  — су
- ፂ  — сі
- ፃ  — са
- ፄ  — се
- ፅ  — си (с)
- ፆ  — со